# Don Gato y su pandilla en Beverly Hills
Don Gato y su pandilla en Beverly Hills (en inglés: Top Cat and the Beverly Hills Cats) es una película animada para televisión de 1988 producida por Hanna-Barbera como parte de la serie Hanna-Barbera Superstars 10. Está protagonizada por Don Gato y su pandilla en su primer telefilme.
La película de dos horas se emitió en sindicación de difusión, estrenándose por primera vez el 20 de marzo de 1988. La trama de la película es esencialmente una nueva versión ampliada de los episodios del programa original, "The Missing Heir" y "The Golden Fleecing". En el episodio, Don Gato y la pandilla ayudan a una adolescente a reclamar su herencia.

## Argumento
La película comienza en lo que parece ser otro día normal en Hoagy's Alley (que, para los propósitos de esta historia, aparentemente ha sido reubicado más cerca de Beverly Hills) para Don Gato y su pandilla, que hoy se hacen pasar por Boy Scouts, haciendo buenas obras con la esperanza de obtener recompensas. Durante el transcurso de esto, Benito Bodoque salva la vida de una vagabunda. Sin que Benito lo sepa, más tarde se revela que en realidad es una mujer rica llamada Gertrude Vandergelt, que planea dejar su fortuna a su sobrina desaparecida, una adolescente de 16 años llamada Amy.
Mientras tanto, el oficial Matute llega para poner fin a las travesuras de Don Gato después de un intento fallido de Demóstenes de lavar el parabrisas de su auto de policía. Sin embargo, justo cuando Matute está a punto de arrestar a la pandilla, recibe una llamada que dice que su solicitud de jubilación ha sido aprobada, por lo que ahora puede retirarse de la fuerza policial y, por lo tanto, retira los cargos contra la pandilla.
Unos días después, en una tienda gitana, Benito recibe noticias del abogado de la Sra. Vandergelt, Sid Buckman, de que ella murió y puso su nombre en su testamento. Al enterarse de esto, Don Gato y el resto de la pandilla acompañan a Benito a la mansión Vandergelt, donde Matute ahora trabaja como guardia de seguridad. En la mansión, se encuentran con el intrigante mayordomo Snerdly y su perro Borzoi Ratsputin. Buckman lee el testamento, que establece que Benito hereda su fortuna (viendo que la verdadera heredera de la fortuna, Amy, no se encuentra por ninguna parte), siempre que no le pase nada malo en los próximos dos días. Esto molesta a Snerdly, porque esperaba obtener la fortuna él mismo, por lo que él y Rasputín planean acabar con Benito. Don Gato y la pandilla se mudan a la mansión Vandergelt con Benito.
Después de varios intentos fallidos de asesinar a Benito, Snerdly se da cuenta de que para llegar a Benito, tendrá que deshacerse del Don Gato protector. Para hacer esto, Snerdly llama a una gata femme fatale llamada Kitty Glitter y le dice que la ha arreglado. una cita con un apuesto gato rico, como él describe a Don Gato. Kitty está ansiosa por tener un gato rico por esposo (hasta el punto de que se pone un vestido de novia para la cita), pero este plan se frustra cuando confunde a Demóstenes con Don Gato. Solo cuando Snerdly la llama de nuevo, exigiendo saber dónde está, se da cuenta de que ha cometido un error.
Esa noche, Snerdly organiza una fiesta de disfraces, hace que Benito use una máscara de bulldog y luego llama al cazador de perros local y a su doberman Dobey para decirles que hay un perro callejero deambulando por la propiedad Vandergelt. Efectivamente, el perrero llega y captura a Benito. Don Gato y el resto de la pandilla no tardan mucho en darse cuenta de que Benito no está, por lo que van a buscarlo. Gracias a un aviso de Matute, Don Gato descubre que han llevado a Benito a la perrera, por lo que toman la limusina allí y sacan a Benito. Sin embargo, justo cuando escapan, el perrero sale tras ellos en una persecución.
Resulta que la desaparecida Amy ha estado "trabajando" en un lavado de autos como parte del plan malvado de Snerdly. Mientras huyen del cazador de perros, Don Gato y la pandilla aparecen en el lavado de autos y reconocen a Amy en un retrato colgado en la mansión, por lo que deciden llevarla de regreso a la mansión para que la herencia pueda serle entregada legítimamente. Llegan demasiado tarde, ya que es medianoche y Snerdly acaba de heredar la fortuna de Vandergelt, pero luego se revela que Sid Buckman es Gertrude Vandergelt, viva y disfrazada, lo que significa que ella, de hecho, fingió su muerte como parte de un plan para desenmascarar la maldad de Snerdly. En su intento de escapar, Snerdly (que intenta disfrazarse con la máscara de bulldog antes mencionada) y Ratsputín son atrapados por el cazador de perros.
Al final, Don Gato y la pandilla regresan a su antiguo estilo de vida en Hoagie's Alley y Matute se reincorpora a la fuerza policial. Kitty Glitter reaparece, todavía queriendo casarse con el gato rico que cree que es Don Gato, pero lo deja cuando Demóstenes deja escapar que están arruinados. Luego, Amy visita el callejón para hacer un pícnic con la pandilla y con Matute.

## Reparto[4]
| Personaje                   | Actor original   | Actor de doblaje       |
| --------------------------- | ---------------- | ---------------------- |
| Don Gato                    | Arnold Stang     | Emilio Guerrero        |
| Amy Vandergelt              | Lilly Moon       | Patricia Acevedo       |
| Benito Bodoque              | Avery Schreiber  | Luis Alfonso Mendoza   |
| Cucho                       | Marvin Kaplan    | Tito Reséndiz          |
| Demóstenes                  | Leo De Lyon      | Jorge Roig             |
| Espanto                     | Leo De Lyon      | Eduardo Tejedo         |
| Panza                       | John Stephenson  | Arturo Mercado Chacón  |
| Oficial Matute              | John Stephenson  | Armando Réndiz         |
| Gertrude Vandergelt         | Linda Gary       | Alma Nuri              |
| Snerdly                     | Henry Polic II   | Ismael Castro          |
| Kitty Glitter               | Teresa Ganzel    | Rocío Garcel           |
| Ratsputín                   | Frank Welker     | N/A                    |
| Dobey                       | Frank Welker     | N/A                    |
| Lester Pester               | Rob Paulsen      | Herman López           |
| James el Chofer             | Rob Paulsen      | Arturo Mercado Chacón  |
| Conductor de Bus            | Rob Paulsen      | Maynardo Zavala        |
| Voces adicionales           | Rob Paulsen      | Maynardo Zavala        |
| Frank Welker                | Pedro D'Aguillón |                        |
| John Stephenson             | Ricardo Hill     |                        |
| John Stephenson             | Herman López     |                        |
| Kenneth Mars                | Eduardo Borja    |                        |
| Gerente del Lavado de Autos | Richard Erdman   | Víctor Guajardo Avilés |
| Presentación e insertos     | N/A              | Víctor Guajardo Avilés |

## Edición en video casero[5]
Hanna-Barbera Home Video lanzó Don Gato y su pandilla en Beverly Hills en VHS el 8 de septiembre de 1988.
El 9 de agosto de 2011, Warner Archive lanzó Don Gato y su pandilla en Beverly Hills en DVD en formato de imagen NTSC con codificación de todas las regiones, como parte de su Hanna-Barbera Classics Collection. Este es un lanzamiento de Fabricación bajo demanda (MOD), disponible exclusivamente a través de la tienda en línea de Warner y Amazon.com. El 20 de febrero de 2024, la película se estrenó en Blu-ray como parte de una caja de Hanna-Barbera Superstars 10 a través de Warner Archive.  La película fue remasterizada en HD.